# Magyarország a 2006-os junior atlétikai világbajnokságon
Magyarország a kínai Pekingben megrendezett 2006-os junior atlétikai világbajnokság egyik részt vevő nemzete volt, 21 sportolóval képviseltette magát.

## Érmesek
| Érem      | Versenyző      | Versenyszám   | Dátum         |
| --------- | -------------- | ------------- | ------------- |
| Ezüstérem | Németh Kristóf | Kalapácsvetés | augusztus 18. |

## Eredmények

### Férfi
| Versenyző       | Versenyszám    | Előfutam | Előfutam | Elődöntő | Elődöntő | Döntő   | Döntő    |
| Versenyző       | Versenyszám    | Idő      | Hely.    | Idő      | Hely.    | Idő     | Helyezés |
| --------------- | -------------- | -------- | -------- | -------- | -------- | ------- | -------- |
| Antalóczi Csaba | 100 m          | 10,78    | 4.       | kiesett  | kiesett  | kiesett | kiesett  |
| Szebeny Miklós  | 100 m          | 10,58    | 2.       | kizárták | kizárták | kiesett | kiesett  |
| Szebeny Miklós  | 200 m          | 21,48    | 2.       | 21,37    | 5.       | kiesett | kiesett  |
| Bartha László   | 400 m          | 47,88    | 3.       | kiesett  | kiesett  | kiesett | kiesett  |
| Szeméti Péter   | 1500 m         | 3:54,52  | 6.       | kiesett  | kiesett  | kiesett | kiesett  |
| Käfer Levente   | 110 m gát      | 14,37    | 6.       | kiesett  | kiesett  | kiesett | kiesett  |
| Tóth László     | 3000 m akadály | 8:49,15  | 6.       |          |          | 8:40,93 | 7.       |

| Versenyző       | Versenyszám   | Selejtező | Selejtező | Döntő    | Döntő     |
| Versenyző       | Versenyszám   | Eredmény  | Hely.     | Eredmény | Helyezés  |
| --------------- | ------------- | --------- | --------- | -------- | --------- |
| Harsányi Olivér | Magasugrás    | 2,05 m    | 14.       | kiesett  | kiesett   |
| Szabó Dezső     | Rúdugrás      | 5,10 m    | 9.        | kiesett  | kiesett   |
| Páli Viktor     | Súlylökés     | 17,12 m   | 13.       | kiesett  | kiesett   |
| Németh Kristóf  | Kalapácsvetés | 73,86 m   | 1.        | 78,39 m  | Ezüstérem |
| Pálhegyi Sándor | Kalapácsvetés | 68,78 m   | 7.        | kiesett  | kiesett   |

### Női
| Versenyző       | Versenyszám        | Előfutam | Előfutam | Elődöntő | Elődöntő | Döntő    | Döntő    |
| Versenyző       | Versenyszám        | Idő      | Hely.    | Idő      | Hely.    | Idő      | Helyezés |
| --------------- | ------------------ | -------- | -------- | -------- | -------- | -------- | -------- |
| Nemes Rita      | 400 m              | 55,26    | 5.       | 54,93    | 7.       | kiesett  | kiesett  |
| Varga Bianka    | 400 m              | 56,88    | 6.       | kiesett  | kiesett  | kiesett  | kiesett  |
| Bozzay Boglárka | 800 m              | 2:07,87  | 5.       | 2:14,08  | 8.       | kiesett  | kiesett  |
| Erdélyi Zsófia  | 3000 m akadály     | 10:26,82 | 6.       |          |          | 10:41,71 | 12.      |
| Nagy Mónika     | 3000 m akadály     | 11:42,57 | 17.      |          |          | kiesett  | kiesett  |
| Kardos Cecilia  | 10 000 m gyaloglás |          |          |          |          | 57:23,21 | 19.      |

| Versenyző       | Versenyszám   | Selejtező | Selejtező | Döntő    | Döntő    |
| Versenyző       | Versenyszám   | Eredmény  | Hely.     | Eredmény | Helyezés |
| --------------- | ------------- | --------- | --------- | -------- | -------- |
| Végvári Dóra    | Távolugrás    | 5,70 m    | 11.       | kiesett  | kiesett  |
| Márton Anita    | Súlylökés     | 14,87 m   | 8.        | kiesett  | kiesett  |
| Márton Anita    | Diszkoszvetés | 49,65 m   | 5.        | 46,76 m  | 12.      |
| Császár Katalin | Diszkoszvetés | 46,66 m   | 8.        | kiesett  | kiesett  |
| Lévai Dóra      | Kalapácsvetés | 53,19 m   | 11.       | kiesett  | kiesett  |